# 창조한국당
창조한국당(創造韓國黨, Creative Korea Party)은 2007년 10월 30일 창당한 대한민국의 정당이다. 2007년 대한민국 대통령 선거에 출마했던 문국현의 지지기반이었다. 창당 초 열린우리당 소속이었던 김영춘, 정범구와 이용경 전 KT사장, 이정자 녹색구매네트워크 상임대표가 참여하였으나, 이후 이들 대부분이 문국현의 CEO식 리더십에 대해 문제의식을 가지고 결별을 선언하면서 문국현 1인체제로 전환되었다. 그러나 문국현이 선거법 위반 혐의로 의원직을 상실한 이후, 대표직까지 사퇴하면서 송영오 대표권한대행을 중심으로 비상대책위원회 체제로 운영되다가, 2010년 5월 16일 임시전국대의원대회를 통해 공성경이 대표최고위원에 선출되었다. 2012년 4월 11일에 실시된 제19대 총선 결과, 지역구와 비례대표 모두에서 의석 획득에 실패하는 한편, 정당 득표에서도 등록취소요건 2% 미만인 0.43%를 얻어 등록이 취소됐다. 2012년 4월 26일에는 공식 해산되었다. 이후 대부분의 인사들이 민주통합당에 합류하였다.

## 역사

### 2007년 대선
이 때 다른 당과 같이 따로 후보자를 선출하기 위한 선거를 치르지 않고 모바일 찬반 투표를 거쳐 참여자 8352명 가운데 8884명의 찬성(94.9%)으로 2007년 11월 4일에 대통령 선거 후보자 지명 대회를 통해 문국현을 대선후보로 추대하였다.
2007년 대한민국 대통령 선거에서 문국현 후보는 1,375,498표를 얻어 5.8%의 지지율로 전체 후보 중 4위를 기록하였다.

### 2008년 총선
2008년 4월 9일 전국 245개 선거구에서 일제히 치러진 대한민국 제18대 총선에서 창조한국당은 지역구 12명, 비례대표 12명의 후보를 내었다. 당시 국회 의석 수는 1석 뿐으로 3석을 가진 친박연대보다 적었지만 직전 선거(대선, 총선, 지방선거)에서 3% 이상 득표한 경우에 해당되어 전국통일기호 5번을 부여받았다.
당대표인 문국현은 은평을 지역구에 출마하여 52.0%의 득표율을 보여, 40.8%를 득표한 한나라당 이재오 후보를 누르고 당선되어 지역구 1석을 차지하였으며, 비례 대표 2석을 확보하였다. 그러나 비례대표 2번을 배정받은 이한정 당선자가 전과기록 누락 등의 혐의로 구속되며 의원직을 상실했다. 이 비례대표직은 3순위인 유원일에게 승계되었다.
대한민국 제18대 국회의 개원을 앞둔 5월 23일에는 자유선진당과의 공동 교섭단체 구성에 합의하였다. 창조한국당은 8월 4일, 18대 국회에서 18석을 가진 자유선진당과 연대하여 18대 국회에서 공동원내교섭단체를 구성하는 데 합의했다. 교섭단체의 이름은 선진과 창조의 모임이다. 그런데 전과 기록 누락 등의 혐의를 받고 구속 수감중인 비례대표 2번 이한정 의원이 교섭단체 등록 서류에 서명을 거부하였으나 당선 무효 소송에서 패소하여 의원직이 비례대표 3번 유원일 의원에게로 승계되었다. 하지만 유원일의원은 자유선진당과의 이질적 정체성을 이유로 '선진과 창조의 모임'에 가입하지 않았다.

### 2009년
2009년 9월 1일, 자유선진당을 탈당한 심대평 의원이 교섭단체에서도 탈퇴를 하여 '선진과 창조의 모임'은 의원수 부족으로 해산되게 되었다. 따라서 2009년 1월 이후 원내대표직을 수행하던 문국현 원내대표의 효력 역시 자동으로 소멸되었다.
2009년 10월 22일, 대법원이 문국현 대표가 지난 총선 당시 비례대표 후보 공천 대가로 6억원의 당채를 저리로 발행해 창조한국당에 경제적 이득을 얻게 한 혐의를 유죄로 인정한 고등법원의 결정을 인정함에 따라, 징역 8월 집유 2년의 형이 확정되어 의원직을 상실하였다. 이로써 창조한국당에는 비례대표 국회의원만이 존재하게 되었다.
10월 29일에 열린 최고위원회의에서 문국현 대표가 대표직 사퇴의사를 밝혔다는 언론의 보도가 있었으나, 창조한국당 측에서는 대변인의 논평을 통해 해당 기사를 '사실 무근'이라 말하고 '모든 것은 11월 3일로 예정된 기자회견에서 밝혀질 것'이라 말했다. 그러나 예정과는 달리 3일의 기자회견은 열리지 않았다.
결국 11월 4일의 긴급중앙위원회에서 문국현은 대표직 사퇴의사를 밝혔으며, 당직자와 최고위원들 역시 사의를 표명해 창조한국당은 비상대책위원회 체제로 전환하게 되었다. 비대위의 공동위원장으로는 송영오와 송영이 내정되었다. 비대위 체제로 운영되다가, 2009년 11월 20일 송영오 당 최고위원이 공동대표대행자격으로 국회에서 기자회견을 하였다.

### 2010년
송영오 대표대행측이 6.2 지방선거를 이유로 전국대의원대회 개최를 계속해서 미루자, 당원들은 공식적으로 전국대의원대회 개최를 요구했고 그 요구가 받아들여져 2010년 5월 16일에 전국대의원대회가 개최되어 대표최고위원에 공성경을 선출됨으로써 새로운 지도부가 구성되었다. 공성경은 대표에 취임하면서 "현재 당의 정치적 법적 공식기구는 대의원대회에서 선출된 당 대표를 포함한 최고위원"라고 말하였다.
송영오는 전국대의원의장의 대의원대회 금지를 요구하는 가처분 신청을 하였지만 서울 서부지방법원에 의해 기각됐다. 한편 송영오는 하루 전날 공성경이 신청한 서울서부지방법원에서 전당대회 개최금지 가처분신청이 인용됨 에도 불구하고 2010년 6월 26일에 전당대회 개최를 감행했다. 송영오는 현재 당대표권한대행 직무집행정지 가처분을 받은 상태이다. 2010년 6월 29일에 중앙선거관리위원회에 중앙당 대표자 변경 등록이 완료되었다.

### 2012년
2012년 4월 12일, 2012년 19대 총선(4월 11일)의 득표율 0.4%로 원내진입에 실패하고 '의석을 얻지 못하고 유효투표 총수의 2% 이상을 얻지 못한 정당은 등록을 말소한다'는 정당법에 의해 등록이 취소되었고, 2012년 4월 26일에 정식 해산되었다. 대부분의 사람들은 민주통합당에 합류하였다.

## 조직
- 당 대표 권한대행 : 선경식
- 당 소속 의원 : 이용경, 선경식
- 2010년 전당대회 이후 최고위원 : 공성경(대표), 김종규, 윤지숙, 고봉균, 홍찬선

## 주요 선거 기록

### 대통령 선거
| 연도   | 선거 | 후보자 | 득표        | 득표율        | 결과 | 당락 |
| ------ | ---- | ------ | ----------- | ------------- | ---- | ---- |
| 2007년 | 17대 | 문국현 | 1,375,498표 | \| \| 5.8% \| | 4위  | 낙선 |
|        | 5.8% |        |             |               |      |      |

### 국회의원 선거
|  | 0.41% |

|  | 3.8% |

|  | 1% |

|  | 0% |

|  | 0.4% |

|  | 0% |

### 지방선거
|  | 0% |

|  | 0% |

|  | 0% |

|  | 0.03% |

## 같이 보기
- 대한민국의 정치
- 정당 목록